# Sainte-Marguerite-d'Elle
Sainte-Marguerite-d'Elle è un comune francese di 769 abitanti situato nel dipartimento del Calvados nella regione della Normandia.

## Società

### Evoluzione demografica
Abitanti censiti